# Lucio Furio Filo
Lucio Furio Filo (in latino Lucius Furius Philus; fl. II secolo a.C.) è stato un politico e militare romano.

## Biografia
Filo fu eletto console nel 136 a.C. con Sesto Atilio Serrano e gli fu affidato il governo della Spagna Citeriore; gli affidato anche il compito di portare a Numanzia e di consegnare ai numantini il console dell'anno precedente, Gaio Ostilio Mancino, colpevole di aver concluso un trattato di pace sfavorevole per Roma. In questa occasione ebbe come legati Quinto Pompeo e Quinto Metello, due dei suoi maggiori nemici, così che poterono testimoniare la sua rettitudine e integrità.
Ai suoi tempi Filo, con Scipione Emiliano, Gaio Lelio Sapiente ed altri appartenenti al Circolo degli Scipioni, era noto per il suo amore per la letteratura e la raffinatezza greca, avendo come ospiti nella sua casa alcuni dei più dotti greci presenti a Roma. Inoltre, era particolarmente celebrata la purezza con cui in esprimeva in latino, tanto che Cicerone lo inserì come uno dei protagonisti del dialogo De re publica; lo stesso Cicerone lo descrisse come uomo